# 7 월드 트레이드 센터
세븐 월드 트레이드 센터(Seven World Trade Center)는 뉴욕 로어 맨해튼에 있는 세계 무역 센터의 빌딩 중 하나이다. 이 건물은 같은 장소, 주소, 건물명을 가진 두 번째 빌딩이다. 똑같은 자리, 이름을 가졌던 원래 건물은 1987년 완공되었고, 9·11 테러로 파괴되었다. 현재의 건물은 2006년 완공되었다. 두 건물 모두 뉴욕 뉴저지 항만공사의 부지를 임대차 계약한 래리 실버슈타인이 개발했다.
기존의 세븐 월드 트레이드 센터는 46층의 높이, 외부는 붉은 석조, 사다리꼴의 형태로 이루어져 있었다. 건물과 월드 트레이드 센터 광장은 높은 보도로 연결되었다. 건물 위에는 콘솔리데이티드 에디슨의 변전소가 놓였는데, 독특하면서도 디자인에 제약을 가졌다. 1987년 건물이 개장했을 당시 실버스테인은 임차인이 없어 어려움을 겪었다. 1988년 샐러먼브라더스는 장기임대차 계약을 했고, 건물의 주요 임차인이 되었다. 2001년 9월 11일 제7 세계 무역 센터는 월드 트레이드 센터가 붕괴하던 중 가까운 북쪽 타워의 잔해로 손상을 입었다. 이로 인해 화재가 발생했고, 건물의 저층은 오후 내내 타올랐다. 건물 내부 화재를 진화하기에는 수압이 부족했고, FEMA에 따르면 5:21:10 pm에 완전히 붕괴되었다. 반면 NIST에서는 5:20:52 pm에 완전히 붕괴되었다고 발표했다. 붕괴는 내부 기둥이 휘어지면서 시작되었고 구조적으로도 결함을 가진 것이 계기가 되었다. 5:20:33 pm에 펜트하우스 옥상층이 무너지면서 외부에서도 뚜렷히 보였다. 기존 제7 세계 무역 센터는 방치된 화재가 주요 원인으로 작용해 붕괴한 첫 고층 건물이고, 화재로 인한 붕괴한 세계 최초의 강철 마천루였다.
새로운 세븐 월드 트레이드 센터는 2002년 착공해 2006년 완공되었다. 52층(지하 1층 포함)으로 이루어진 빌딩은 뉴욕에서 28번째로 높다. 새로운 건물은 월드 트레이트 센터 지역과 배터리 파크 남쪽 사이에 있는 트리베카의 그리니치 스트리트를 복원하기 위해 예전 건물보다 면적이 더 작게 지어졌다. 새로운 건물은 그리니치 스트리트, 베시 스트리트, 워싱턴 스트리트, 버클리 스트리트의 경계선에 지어졌다. 그리니치 스트리트를 가로질러 있는 작은 공원은 예전 건물의 일부 면적을 이용해 만들어졌다. 새로운 세븐 월드 트레이드 센터의 디자인은 철근 콘크리트 코어, 폭넓은 계단, 두꺼운 내화성 강철 기둥 등 안정성을 강화했으며, 여러 군데에 환경 친화적 디자인을 포함했다. 뉴욕의 상업적 사무용 빌딩으로는 최초로 미국 그린 빌딩 위원회의 친환경 인증제도(LEED)로부터 골드 인증을 받았다. 또한 임대건물을 위한 인증(Leadership in Energy and Environmental Design-Core and Shell, LEED-CS)의 일부로 인정된 첫 프로젝트 중 하나이다.

## 신 건물
테러 이후 세계무역센터의 재건에 대해 논의하게 되지만 정작 디자인을 비롯한 세부적인 사항에 대해서 난항에 부딪혔으나, 7WTC만은 유일하게 테러 다음 해인 2002년 착공하게 되었다. 이후 2006년 신세계무역센터 중에는 제일 처음으로 완공되어 재건에 성공하였다.
새로운 7WTC는 지상 52층 건물로 741 피트 (226 미터) 높이이다. 11층부터 시작되는 42층의 임대 공간, 총 1,700,000 제곱 피트(160,000 제곱 미터)의 오피스 공간이 있다.

## 같이 보기
- 세계 무역 센터 (1973년~2001년)
- 세계 무역 센터 (2001년~현재)